# National Board of Review Awards 1967
La 39ª edizione dei National Board of Review Awards si è tenuta il 31 dicembre 1967.

## Classifiche

### Migliori dieci film
- Questo difficile amore (The Family Way), regia di John Boulting
- A sangue freddo (In Cold Blood), regia di Richard Brooks
- Il favoloso dottor Dolittle (Doctor Doolittle), regia di Richard Fleischer
- Bisbigli (The Whisperers), regia di Bryan Forbes
- I commedianti (The Comedians), regia di Peter Glenville
- L'incidente (Accident), regia di Joseph Losey
- Il laureato (The Graduate), regia di Mike Nichols
- Via dalla pazza folla (Far from the Maddening Crowd), regia di John Schlesinger
- Ulysses, regia di Joseph Strick
- La bisbetica domata, regia di Franco Zeffirelli

### Migliori film stranieri
- Persona, regia di Ingmar Bergman
- Africa addio, regia di Gualtiero Jacopetti e Franco Prosperi
- L'assalto al treno Glasgow - Londra (Die Gentlemen bitten zur Kasse), regia di John Olden e Claus Peter Witt
- La caccia (La caza), regia di Carlos Saura
- Elvira Madigan, regia di Bo Widerberg

## Premi
- Miglior film: Via dalla pazza folla (Far from the Maddening Crowd), regia di John Schlesinger
- Miglior film straniero: Elvira Madigan, regia di Bo Widerberg
- Miglior attore: Peter Finch (Via dalla pazza folla)
- Miglior attrice: Edith Evans (Bisbigli)
- Miglior attore non protagonista: Paul Ford (I commedianti)
- Miglior attrice non protagonista: Marjorie Rhodes (Questo difficile amore)
- Miglior regista: Richard Brooks (A sangue freddo)